# اریک دوپوند مورتی
اریک دوپوند مورتی (فرانسوی: Éric Dupond-Moretti‎؛ زادهٔ ۲۰ آوریل ۱۹۶۱) وکیل و سیاستمدار اهل فرانسه است، که هم‌اکنون به‌عنوان وزیر دادگستری فرانسه فعالیت می‌کند.